# Мейнард Джеймс Кінен
Джеймс Ме́йнард Кі́нен (англ. Maynard James Keenan, справжнє ім'я: Джеймс Герберт Кінен; *17 квітня 1964, Равенна, Огайо) — вокаліст рок-гурту «Tool» з 1990 року, «A Perfect Circle» (з 1999 року), «Puscifer» (з 2003 року), винороб, актор.

## Дитинство
Батьки Кінена розлучилися в 1968 році: його батько, вчитель середньої школи, переїхав в Мічиган — і Кінен зустрічав батька лише раз на рік протягом 12 років. Мати вдруге одружилася. Коли Кінену було 11 років, у його матері виявили мозковий аневризм, що пізніше стало причиною створення ним багатьох художніх робіт. Через кілька років мати вмовила Кінена переїхати жити до батька в Мічиган: як відмітив сам Кінен — це був найкращий переїзд в його житті.

## Юність
Натхненний комедійним фільмом Білла Мюррея «Стрічки» в 1981 році Джеймс поступає на службу в армії США з наміром відвідувати художню школу. У війську Джеймс співав у хорі — і отримав прізвисько Мейнард. Після закінчення терміну призовної військової служби він вивчав мистецтво в «Kendall College of Art and Design». У 1988 році переїхав у Лос-Анджелес, де любов до тварин привела його до створення дизайну інтер'єру для зоомагазинів. Через деякий час він почав займатися дизайном інтер'єру знімальних майданчиків (англ. set construction). У 1980-х роках, грав на бас-гітарі в гурті «TexA.NS» та співав в гурті «Children of the Anachronistic Dynasty», поступово знайомився з майбутніми учасниками гурту «Tool» , який заявив про своє існування в 1990 році.

## Сьогодні

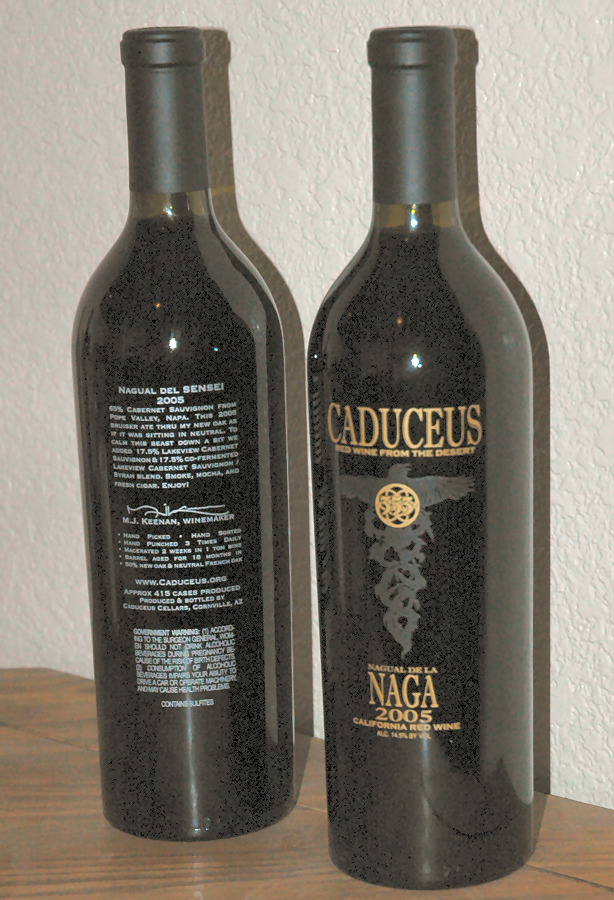
Пляшки вина «Caduceus». Зверніть увагу на напис: «M.J Keenan, Winemaker» («М. Д. Кінен, Винороб»).

Прославившись як вокаліст «Tool» та «A Perfect Circle», Джеймс Мейнард Кінен в черговий раз не зупинився на досягнутому і зайнявся новим проектом «Puscifer», а також придбав невеликий виноградник в Аризоні.
Вино, отримане зі своїх виноградників, він продає під маркою «Caduceus», а назви вин несуть на собі відбиток давнього захоплення Мейнарда міфологією і стародавніми культурами: Merklin Vineyards Chupakabra, Nagual del Sensei.
Джеймс також займається спортом джіу-джитсу по-бразилійському.

## Робота в кіно
| Рік  | Назва українською         | Оригінальна назва                                                 | Персонаж                           |
| ---- | ------------------------- | ----------------------------------------------------------------- | ---------------------------------- |
| 1997 | Містер Шоу, Боб і Девід   | Mr. Show with Bob and David (серія Peanut Butter, Eggs, and Dice) | Criminal                           |
| 2000 | Скрінленд-Драйв           | Screenland Drive                                                  | Car Thief                          |
| 2002 | Біжи, Ронні, біжи         | Run Ronnie Run                                                    | Titannica Lead Singer (uncredited) |
| 2009 | Адреналін: Висока напруга | Crank: High Voltage                                               | Dog Walker #1                      |
| 2010 | Кров у вино               | Blood Into Wine                                                   | Грає самого себе                   |